# Bulbophyllum tentaculiferum
Bulbophyllum tentaculiferum là một loài phong lan thuộc chi Bulbophyllum.